# Ekkehard II. (St. Gallen)
Ekkehard II. († 23. April 990) auch Ekkehardus Palatinus, kam um die Mitte des 10. Jahrhunderts als Knabe ins Kloster St. Gallen und wurde als Sequenzendichter bekannt.

## Leben
Ekkehard II. war Neffe von Ekkehard I. (Ekkehardus Decanus). Dieser war, zusammen mit dem Mönch Gerald (Kerolt), auch sein Lehrer. Als Präzeptor war er in der Klosterschule St. Gallen für die internen und externen (zumeist adligen) Schüler zuständig, wobei er keine Unterschiede machte. Seine Schüler förderte er nach ihren Begabungen. 
Um 973 wurde er von Hadwig, Witwe von Herzog Burchard III. von Schwaben und Herzogin von Schwaben, auf den Hohentwiel berufen, um sie in Latein zu unterrichten. Hadwig ebnete Ekkehard später den Weg an den kaiserlichen Hof als Kaplan ihres Onkels Otto I. sowie als Lehrer dessen Sohnes und Thronfolgers Otto II.  Zuletzt war er Dompropst in Mainz. Er starb am 23. April 990.
Ekkehards ungewöhnliche Laufbahn und nicht zuletzt seine privilegierte Beziehung zu der Herzogin von Schwaben stiessen bei den Mitbrüdern in St. Gallen auf reges Interesse. Zwei Generationen nach Ekkehards Tod nahm Ekkehard IV. sie in seine Klostergeschichten von St. Gallen (Casus sancti Galli) auf.

## Rezeption
Ekkehards Leben wird im historischen Roman Ekkehard aus dem Jahr 1855 von Joseph Victor von Scheffel beschrieben, der zu einem Kultbuch des wilhelminischen Zeitalters wurde. Nach dem Roman schrieb Johann Joseph Abert eine gleichnamige Oper, die am 11. Oktober 1878 in der Hofoper in Berlin uraufgeführt wurde.
Im Zuge des Mittelalter-Booms in den 1980er und 1990er Jahren wurde der Stoff in der sechsteiligen Fernsehserie Ekkehard von 1989 bis 1990 verfilmt (nach dem Roman von Joseph Victor von Scheffel; Coautor und Regie: Diethard Klante; Produktion: 1989 André Libik, RB).

## Verweise
1. ↑  IMDb.com: Ekkehard

| Personendaten    | Personendaten                          |
| ---------------- | -------------------------------------- |
| NAME             | Ekkehard II.                           |
| ALTERNATIVNAMEN  | Ekkehardus Palatinus                   |
| KURZBESCHREIBUNG | frühmittelalterlicher Sequenzendichter |
| GEBURTSDATUM     | 10. Jahrhundert                        |
| STERBEDATUM      | 23. April 990                          |